# Сплюшка мангрова
Сплюшка мангрова (Megascops cooperi) — вид совоподібних птахів родини совових (Strigidae). Мешкає в Мексиці і Центральній Америці.

## Опис

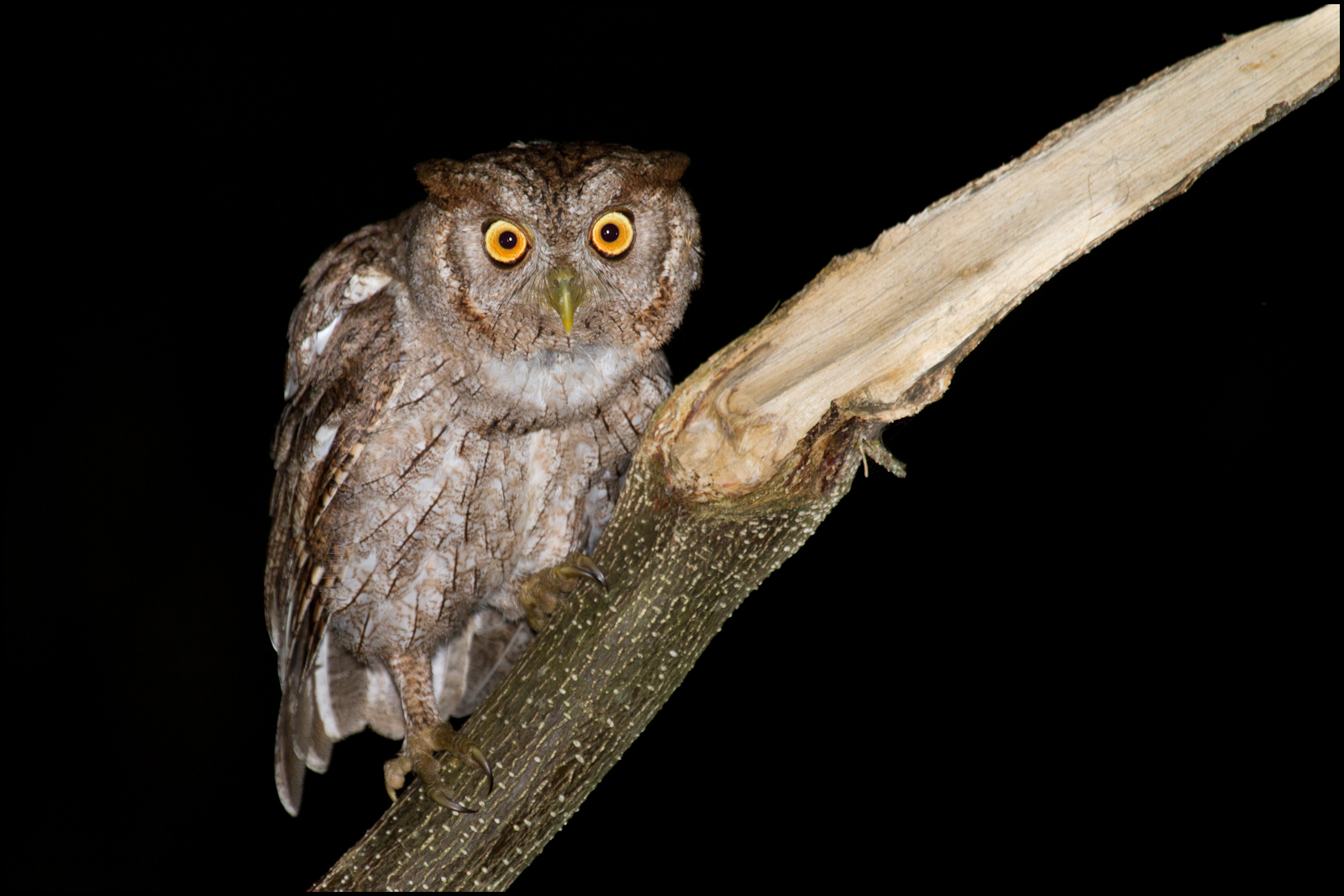
Мангрова сплюшка

Довжина представників номінативного підвиду становить 23-28 см, вага 145-175 г. Тім'я і верхня частина тіла у низ сірувато-коричневі, поцятковані темними смужками, на плечах білі плямки формують світлу смугу. Лицевий диск блідо-сірий з білими і темно-коричневими краями, поцяткований темно-сірими кільцями. На крилах дві світлі смуги. Нижня частина тіла білувата, поцяткована темними смужками. Райдужки жовті, дзьоб зеленуватий з кремово-жовтим кінчиком, лапи оперені. 
У молодих птахів верхня частина тіла сірувато-охриста. нижня частина тіла білувата, груди коричневі, поцятковані темними смужками. Довжина представників підвиду M. c. lambi становить 20-22 см, вага 115-130 г. Тім'я у них сильніше поцятковане темними смужками. Голос представників номінативного підвиду — швидкі серії з приблизно 15 угукань «пу-пу-пу-пу», гучність яких спочатку зростає, а потім спадає, голос представників підвиду M. c. lambi — швидке стакатто «кроак-гогогогогогогок».

## Підвиди
Виділяють два підвиди:
- M. c. lambi (Moore, RT & Marshall, JT Jr, 1959) — узбережжя південної Мексики (Оахака);
- M. c. cooperi (Ridgway, 1878) — узбережжя південно-західної Мексики (південний захід Оахаки, Чіапас) і Центральної Америки на південь до Коста-Рики (Гуанакасте).

## Поширення і екологія
Мангрові сплюшки мешкають на тихоокеанському узбережжі Мексики, Гватемали, Сальвадору, Гондурасу, Нікарагуа і Коста-Рики. Вони живуть в прибережних вологих тропічних лісах, мангрових лісах, сухих тропічних лісах, рідколіссях, чагарникових і кактусових заростях, на висоті до 950 м над рівнем моря. Ведуть нічний і присмерковий спосіб життя. Живляться великими комахами, зокрема жуками, метеликами і кониками, а також іншими безхребетними, зокрема скорпіонами та дрібними хребетними, зокрема птахами і летягами. Гніздування припадає на сухий сезон. Гніздяться в дуплах дерев, зокрема в покинутих дуплах дятлів, в кладці 3-4 яйця.